# Annette Holmberg-Jansson
Annette Holmberg-Jansson, född 11 mars 1969, är en åländsk politiker. Hon var social- och hälsominister 2019-2023.
Holmberg-Jansson var partiledare för Moderat Samling för Åland mellan 2016 och 2021. Sedan 2013 är hon ledamot i Ålands lagting.
Annette Holmberg-Jansson är gift med entreprenören och företagsledaren Dennis Jansson.